# Agenor Álvares
José Agenor Álvares da Silva (Abaeté, 2 de junho de 1947) é um bioquímico e sanitarista brasileiro.
Foi ministro da Saúde no governo Luiz Inácio Lula da Silva, de 31 de março de 2006 a 16 de março de 2007. Foi nomeado ministro da Saúde interino no governo Dilma Rousseff em 17 de fevereiro de 2016. Deixou o cargo no dia 18 de fevereiro de 2016 com a renomeação de Marcelo Castro. 